# Changlimithang
Changlimithang – wielofunkcyjny stadion w Thimphu w Bhutanie, który służy jako stadion narodowy. Jest aktualnie używany głównie dla meczów piłki nożnej (jest między innymi siedzibą reprezentacji Bhutanu w piłce nożnej) i łucznictwa. 

## Historia
Stadion został zbudowany w 1974 roku, z okazji koronacji króla Jigme Singye Wangchucka. W 2008 roku doszło do gruntownego przebudowania obiektu, w związku z wstąpieniem na tron Jigme Khesar Namgyel Wangchucka. W 2011 doszło do dalszej modernizacji, kiedy to zamontowano na stadionie oświetlenie. W tym samym roku na stadionie odbywała się część uroczystości związanych ze ślubem króla. W 2012 roku, dzięki wsparciu FIFA, położono na obiekcie sztuczną murawę.
Changlimithang był również areną pierwszej otwartej produkcji teatralnej w Bhutanie, którą była Opowieść o dwóch miastach.

## Konstrukcja i użytkowanie
Stadion może pomieścić w zależności od szacunków 15 000 - 30 000 osób. Z jednej strony trybuny są zadaszone i krótkie, natomiast naprzeciwko rozciąga się dwupoziomowa trybuna sięgająca miejsce za bramką. Na stadionie nie ma żadnych krzesełek. Arena nie posiada oświetlenia.
Z boiska korzysta aż 6 klubów piłkarskich, jest też często wynajmowany przez osoby prywatne.